# Dorstenia indica
Dorstenia indica är en mullbärsväxtart som beskrevs av Robert Wight. Dorstenia indica ingår i släktet Dorstenia och familjen mullbärsväxter. Inga underarter finns listade i Catalogue of Life.